# Badischer Liberalismus
Der Badische Liberalismus war eine Anfang des 19. Jahrhunderts in Baden entstandene Form des Liberalismus und des Frühkonstitutionalismus.

## Entstehung und Bedeutung

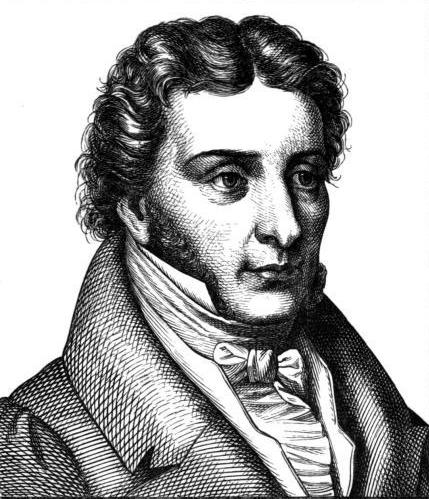
Karl von Rotteck

Der „Badische Liberalismus“ wird als das wichtigste „Experimentierfeld des Frühkonstitutionalismus“ in Deutschland (Langewiesche) gesehen. Er brachte jene Variante konstitutioneller Monarchie hervor, die 1849 auch von Preußen übernommen wurde und bis zum Ersten Weltkrieg die Herrschaftsordnung des Kaiserreiches bestimmte. Wichtige Strukturelemente des badischen Liberalismus gehen auf den Freiburger Professor, Bestsellerautor und Parlamentarier Karl von Rotteck zurück, dessen gemeinsam mit Carl Theodor Welcker herausgegebenes Staatslexikon das wichtigste Publikationsorgan liberaler Ideen im Vormärz bildete.